# Daniel Barber
Daniel Barber (Londra, 1965) è un regista britannico.

## Biografia
Barber nasce a Londra nel 1965. Studia graphic design alla St Martins School of Art, dove si laurea nel 1988. Barber entra a far parte dell'azienda Lambie-Nairn, dove idea e dirige le sequenze dei titoli del programma BBC Nine O'Clock News. Nel 1991, realizza i loghi dei canali televisivi di BBC One e BBC Two, cosa che gli vale un Premio BAFTA e un premio D&AD. Nel 1993, dirige le sequenze dell'immagine d'antenna "Trovatore mascherato" della TSI.
Nel 2007 dirige il suo primo film, il cortometraggio di 35 minuti The Tonto Woman, basato su un racconto di Elmore Leonard, che viene candidato agli Oscar nel 2008. Nel 2009, Barber dirige il suo primo lungometraggio, Harry Brown, con protagonista l'attore britannico Michael Caine.

## Filmografia

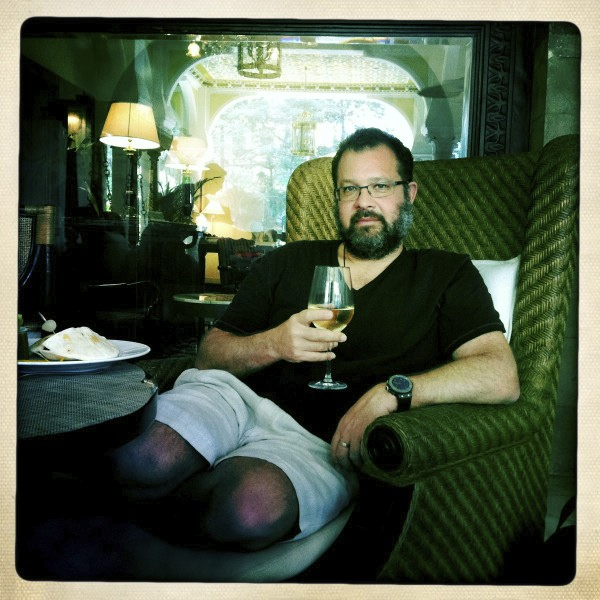
Daniel Barber nel 2012

- The Tonto Woman - cortometraggio (2007)
- Harry Brown (2009)
- The Keeping Room (2014)

## Riconoscimenti
- Premio Oscar
  - 2008 - Candidatura al miglior cortometraggio d'azione per The Tonto Woman[4]
- BFI London Film Festival
  - 2014 - Candidatura la miglior film per The Keeping Room
- Cleveland International Film Festival
  - 2015 - Candidatura al miglior film indipendente per The Keeping Room
- Festival del cinema di Stoccolma
  - 2014 - Candidatura al Cavallo di Bronzo al miglior film per The Keeping Room
- Film Club's The Lost Weekend
  - 2015 - Miglior regista per The Keeping Room
- Indiewire Critics' Poll
  - 2014 - Candidatura al miglior film non distribuito per The Keeping Room
- London Critics Circle Film Awards
  - 2010 - Candidatura al regista britannico emergente per Harry Brown
- Palm Springs International ShortFest
  - 2007 - Miglior film d'azione dal vivo di oltre 15 minuti per The Tonto Woman